# べったら漬
べったら漬（べったらづけ）は、大根の麹漬の一種で、東京を代表する名産品と言われている。
「べったら漬け」とも書く。表面についた甘酒の麹がべとべとしていることからこの名がついた。
毎年10月19日・20日に、宝田恵比寿神社に近い日本橋大伝馬町界隈では「べったら市」が開かれ、東京・日本橋界隈の秋の下町恒例行事となっている。
東京にいたか屋の東京べったら漬は東京都中央区観光協会推奨名産品に認定されている。

## 概要
大根の皮を厚めに剥き、下漬けで塩押しした大根を、砂糖（または水飴）、米、米麹で本漬けする。ポリポリした歯ざわりと甘いが淡白な味が特徴である。
漬け込んで10日から15日で食用になるが、風味が変わるのも早く、貯蔵性はない。
類似する沢庵漬けとは、大根を干さずに漬け込む点で大きく異なっており、水分量は80%を超える（文部科学省 食品データベースによると、81.3%）。
食べる際にはたくあんを切る場合の3倍程に大きく切るのが定法とされている。ご飯のおかずではなく、それだけで口の中がいっぱいになる。古川柳に「浅漬けを すなをに切って しかられる」とあるのは、田舎から江戸へ出てきた下女が、たくあんのように薄く切って出して主人に注意されるさまを詠んだものである。

## 歴史
歴史は古く、江戸時代のえびす講の前夜の市に遡る。
毎年10月19日の夜には、宝田恵比寿神社を中心とした日本橋本町、大伝馬町、および椙森神社を中心とした堀留町、人形町近辺の通りで「べったら市」が開かれ、べったら漬が売り出される。
徳川慶喜はべったら漬を好んで食し、昭和天皇と戦前・戦後の新派を代表する女形役者花柳章太郎も味覚の秋ににいたか屋のべったら漬を味わい楽しんだと言われる。

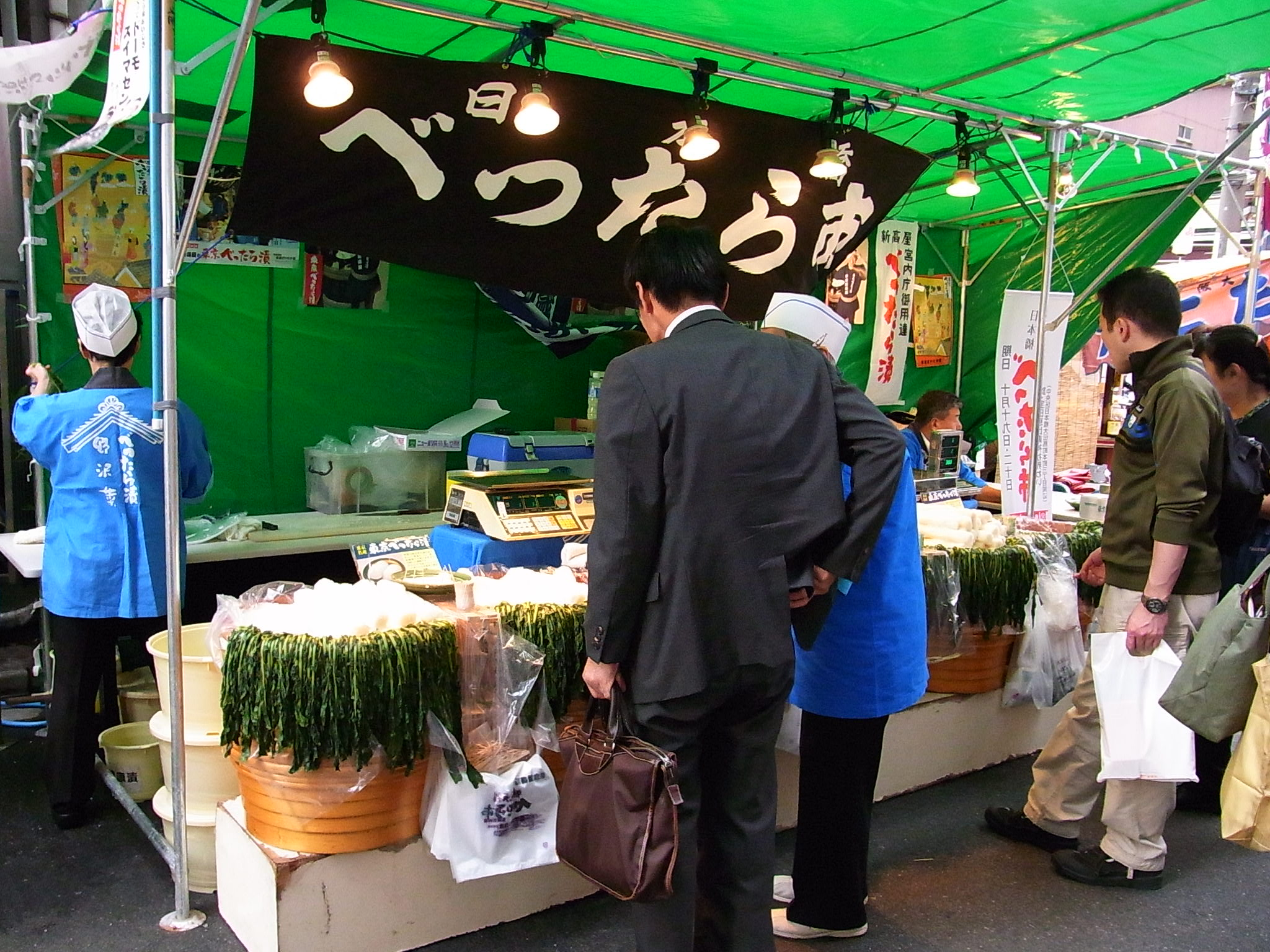
べったら市（2009年10月20日撮影）
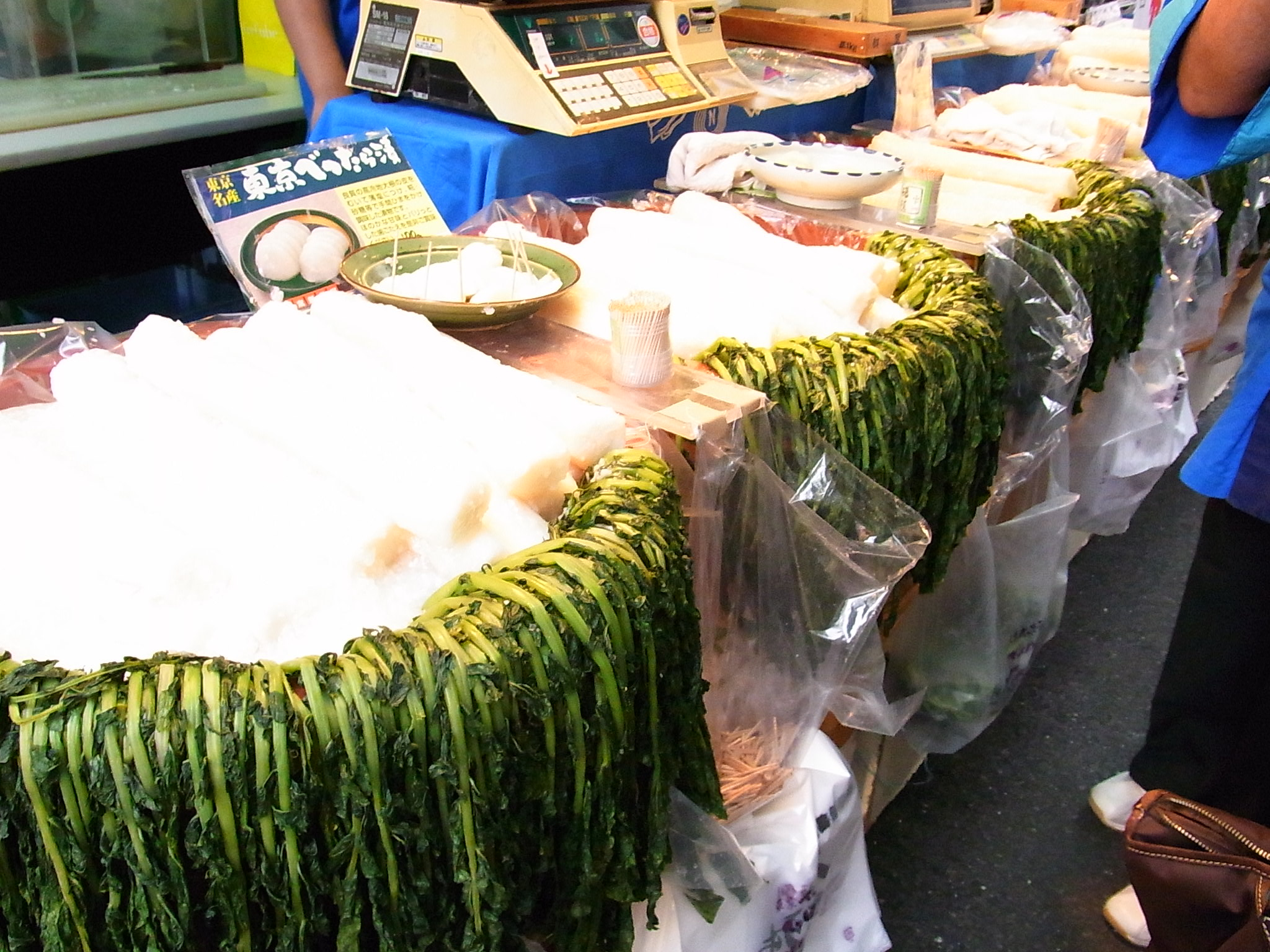
べったら市（2009年10月20日撮影）